# Giovanni Dupré

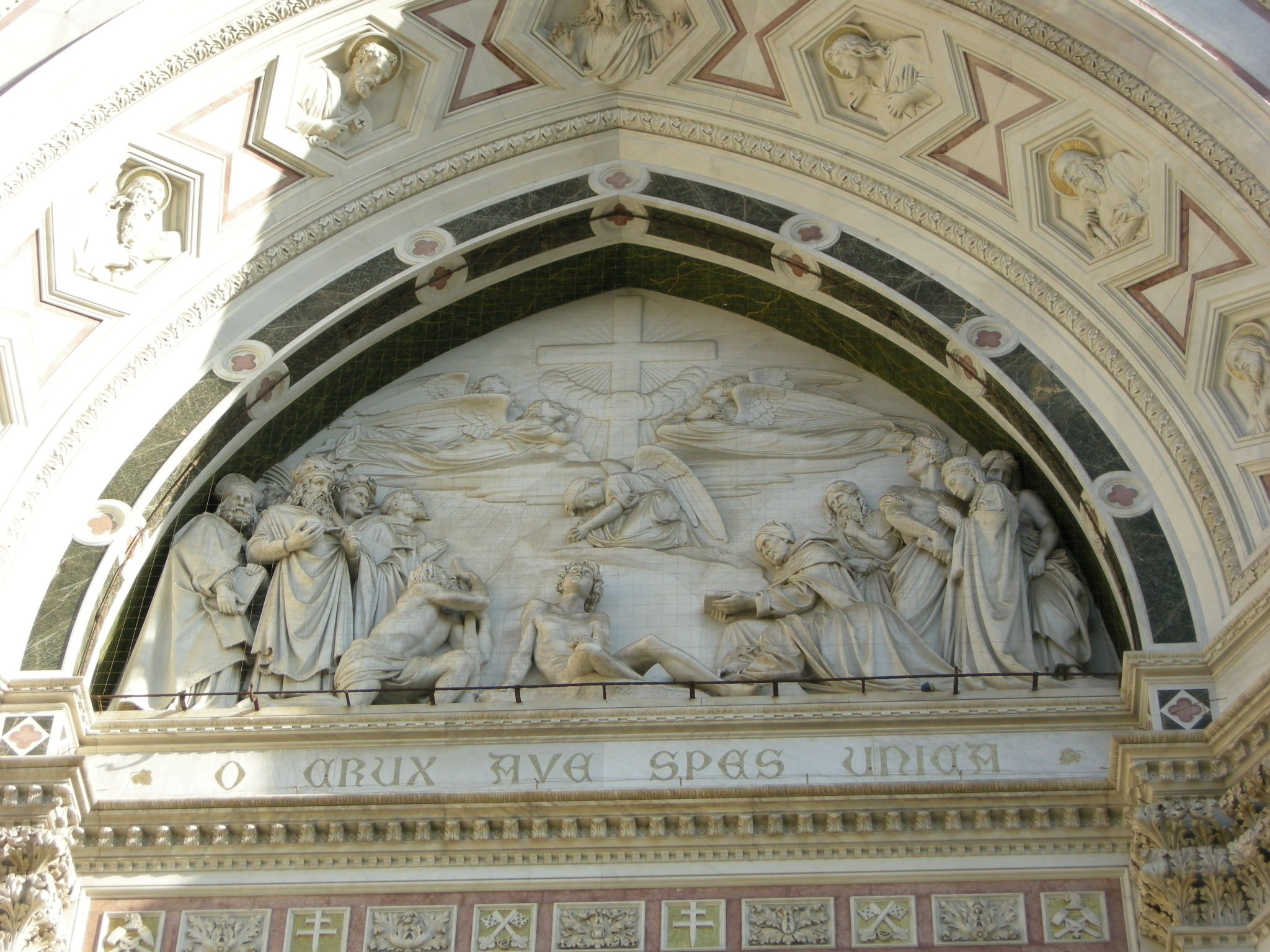
Korsets triumf.

Giovanni Dupré, född 1 mars 1817 i Siena, död 10 januari 1882 i Florens, var en italiensk skulptör.
Dupré blev efter Canova en av Italiens främsta skulptörer, mera realistiskt lagd än sin föregångare och ofta med stark uttrycksfullhet. Ett av hans mer kända verk är Korsets triumf över huvudportalen i Santa Croce i Florens. 
Dupré utförde även andra storslagna religiösa bilder, ett monument över Canova i Turin, statyer av Giotto, Wellington med flera. Han framträdde även som författare och självbiograf.